# Merophysia silvestrii
Merophysia silvestrii is een keversoort uit de familie zwamkevers (Endomychidae). De wetenschappelijke naam van de soort werd in 1929 gepubliceerd door Gridelli.